# Felix Aylmer
Pour les articles homonymes, voir Aylmer.
Felix Edward Aylmer Jones dit Felix Aylmer, né à Corsham, dans le Wiltshire, le 21 février 1889, et mort à Pyrford (en), dans le Surrey, le 2 septembre 1979 est un acteur britannique de théâtre, cinéma et télévision.
Il a souvent joué avec l'acteur britannique Sir Laurence Olivier dans des adaptations des œuvres de Shakespeare. Il est Polonius dans Hamlet en 1948 et joue Merlin l'enchanteur dans Les Chevaliers de la Table ronde en 1953. Mais il est remarquable dans son rôle d'archevêque de Canterbury dans le film Becket en 1964, avec Richard Burton et Peter O'Toole.

## Filmographie partielle
- 1933 : Le Juif errant (The Wandering Jew) de Maurice Elvey
- 1934 : The Iron Duke de Victor Saville
- 1936 : Comme il vous plaira (As you like it), de Paul Czinner
- 1936 : Marie Tudor (Tudor Rose) de Robert Stevenson
- 1937 : La Reine Victoria (Victoria the Great) d'Herbert Wilcox
- 1938 : La Citadelle (The Citadel), de King Vidor
- 1938 : South Riding de Victor Saville
- 1940 : Train de nuit pour Munich (Night Train to Munich), de Carol Reed
- 1941 : La Commandante Barbara (Major Barbara), de Gabriel Pascal
- 1941 : Hi Gang! de Marcel Varnel
- 1943 : Colonel Blimp (The Life and Death of Colonel Blimp), de Michael Powell et Emeric Pressburger
- 1944 : Henry V (The Chronicle History of King Henry the Fift with His Battell Fought at Agincourt in France), de Laurence Olivier
- 1945 : Le Masque aux yeux verts (The Wicked Lady), de Leslie Arliss
- 1947 : Le Fantôme de Berkeley Square (The Ghosts of Berkeley Square), de Vernon Sewell
- 1949 : Alice au pays des merveilles, de Marc Maurette, Dallas Bower et Louis Bunin
- 1949 : Christophe Colomb (Christopher Columbus), de David MacDonald
- 1950 : Si Paris l'avait su (So Long at the Fair), d'Antony Darnborough et Terence Fisher
- 1950 : Trio de Ken Annakin et Harold French
- 1951 : Quo Vadis ?, de Mervyn LeRoy
- 1952 : Ivanhoé (Ivanhoe), de Richard Thorpe
- 1952 : L'Homme qui regardait passer les trains (The Man Who Watched Trains Go By), de Harold French
- 1953 : Le Vagabond des mers (The Master of Ballantrae), de William Keighley
- 1953 : Les Chevaliers de la Table ronde (Knights of the Round Table) de Richard Thorpe
- 1956 : Anastasia, d'Anatole Litvak
- 1958 : Le Dilemme du docteur (The Doctor's Dilemma), d'Anthony Asquith
- 1958 : L'Affaire Dreyfus (I accuse), de José Ferrer
- 1959 : La Malédiction des pharaons (The Mummy), de Terence Fisher
- 1960 : Macbeth, de George Schaefer (TV) : Docteur
- 1960 : Méfiez-vous des inconnus (Never Take Sweets from a Stranger) de Cyril Frankel
- 1960 : Exodus, d'Otto Preminger
- 1963 : Le Deuxième Homme (The Running Man), de Carol Reed
- 1964 : Becket, de Peter Glenville
- 1964 : Mystère sur la falaise (The Chalk Garden), de Ronald Neame
- 1965 : Doubles masques et agents doubles (Masquerade) de Basil Dearden : Henrickson
- 1993 : Le Voleur et le Cordonnier (The Thief and the Cobbler), de Narrateur

## Récompenses et distinctions

### Décorations
Il est officier de l'Ordre de l'Empire britannique (OBE) et fait chevalier par la Reine.